# Souleymane Coulibaly
Souleymane Coulibaly (Anguededou Songon, 26 dicembre 1994) è un calciatore ivoriano, attaccante del Pickering Town.

## Caratteristiche tecniche
In grado di svariare su tutto il fronte offensivo, Coulibaly è un centravanti in possesso di discrete doti tecniche, in grado di abbinare velocità e forza fisica. Propenso al sacrificio, il suo contributo risulta prezioso anche in fase di non possesso.

## Carriera

### Club
Muove i suoi primi passi nelle giovanili del Siena, per poi essere prelevato dal Tottenham nel 2011. Il 25 gennaio 2013 passa in prestito al Grosseto. Esordisce in Serie B il 16 febbraio contro il Lanciano, subentrando al 61' al posto di Valerio Foglio. Termina la stagione segnando 2 reti in 12 presenze.
Il 1º settembre 2014 viene tesserato dal Bari, che lo gira in prestito alla Pistoiese in Lega Pro. Il 20 luglio 2015 torna in Inghilterra, firmando con il Peterborough Utd in League One. Alla ricerca di maggior spazio, il 24 marzo 2016 viene ceduto in prestito al Newport County, in quarta divisione. Il 25 giugno 2016 viene ingaggiato dal Kilmarnock, in Scozia. Il 24 gennaio 2017 firma un contratto di tre anni e mezzo con l'Al-Ahly. L'esborso economico effettuato dalla società egiziana è stato di circa 800.000 sterline. A maggio – complici problemi di adattamento – il calciatore rientra in Inghilterra senza permesso, lasciando perdere le proprie tracce. Il 5 giugno la società rescinde l'accordo con l'ivoriano.
Il 27 maggio 2019 si lega per quattro stagioni all'Étoile du Sahel, in Tunisia. Il 2 luglio 2022 viene tesserato dal Karmiōtissa, squadra neopromossa nella massima serie cipriota. Nel 2024 – dopo una parentesi in Algeria con la maglia dell'ES Sétif – torna in Italia, accordandosi con il Team Nuova Florida, società laziale impegnata nel campionato di Eccellenza.

### Nazionale
Nel 2011 ha preso parte ai Mondiali Under-17 disputati in Messico, con la selezione ivoriana. Mette a segno 9 reti in 4 apparizioni – tra cui una quaterna contro la Danimarca e una tripletta ai danni del Brasile nella fase a gironi – laureandosi capocannoniere del torneo.

## Statistiche

### Presenze e reti nei club
Statistiche aggiornate al 19 gennaio 2024.
| Stagione               | Squadra                | Campionato             | Campionato | Campionato | Coppe nazionali | Coppe nazionali | Coppe nazionali | Coppe continentali | Coppe continentali | Coppe continentali | Altre coppe | Altre coppe | Altre coppe | Totale | Totale |
| Stagione               | Squadra                | Comp                   | Pres       | Reti       | Comp            | Pres            | Reti            | Comp               | Pres               | Reti               | Comp        | Pres        | Reti        | Pres   | Reti   |
| ---------------------- | ---------------------- | ---------------------- | ---------- | ---------- | --------------- | --------------- | --------------- | ------------------ | ------------------ | ------------------ | ----------- | ----------- | ----------- | ------ | ------ |
| gen.-giu. 2013         | Grosseto               | B                      | 12         | 2          | CI              | -               | -               | -                  | -                  | -                  | -           | -           | -           | 12     | 2      |
| 2013-2014              | Tottenham              | PL                     | 0          | 0          | FACup+CdL       | 0               | 0               | UEL                | 0                  | 0                  | -           | -           | -           | 0      | 0      |
| 2014-2015              | Pistoiese              | LP                     | 25         | 3          | CI-LP           | 1               | 1               | -                  | -                  | -                  | -           | -           | -           | 26     | 4      |
| 2015-mar. 2016         | Peterborough Utd       | FL1                    | 27         | 5          | FACup+CdL       | 2+2             | 0               | -                  | -                  | -                  | FLT         | 1           | 0           | 32     | 5      |
| mar.-giu. 2016         | Newport County         | FL2                    | 6          | 1          | FACup+CdL       | -               | -               | -                  | -                  | -                  | FLT         | -           | -           | 6      | 1      |
| 2016-gen. 2017         | Kilmarnock             | PL                     | 21         | 8          | SC+CdL          | 1+4             | 0+3             | -                  | -                  | -                  | -           | -           | -           | 26     | 11     |
| gen.-giu. 2017         | Al-Ahly                | PL                     | 9          | 6          | CE              | 1               | 0               | CCL                | 2                  | 0                  | SE          | 0           | 0           | 12     | 6      |
| 2018-2019              | Partick Thistle        | SC                     | 3          | 0          | SC+CdL          | 1+0             | 0               | -                  | -                  | -                  | SCC         | 0           | 0           | 4      | 0      |
| 2019-2020              | Étoile du Sahel        | L1                     | 11         | 6          | CT              | 1               | 0               | CCL                | 4                  | 0                  | -           | -           | -           | 16     | 6      |
| 2020-2021              | Étoile du Sahel        | L1                     | 24         | 8          | CT              | 0               | 0               | CC                 | 8                  | 5                  | -           | -           | -           | 32     | 17     |
| 2021-2022              | Étoile du Sahel        | L1                     | 1          | 1          | CT              | 0               | 0               | CCL                | 3                  | 1                  | -           | -           | -           | 4      | 2      |
| Totale Étoile du Sahel | Totale Étoile du Sahel | Totale Étoile du Sahel | 36         | 15         |                 | 1               | 0               |                    | 15                 | 6                  |             | -           | -           | 52     | 21     |
| 2022-2023              | Karmiōtissa            | A                      | 21+8       | 3          | CC              | 2               | 2               | -                  | -                  | -                  | -           | -           | -           | 31     | 5      |
| 2023-2024              | ES Sétif               | L1                     | 12         | 3          | CA              | 0               | 0               | -                  | -                  | -                  | -           | -           | -           | 12     | 3      |
| 2024-2025              | Team Nuova Florida     | Ecc.                   | 4          | 0          | CI-Dil          | 0               | 0               | -                  | -                  | -                  | -           | -           | -           | 4      | 0      |
| Totale carriera        | Totale carriera        | Totale carriera        | 185        | 46         |                 | 15              | 6               |                    | 17                 | 6                  |             | 1           | 0           | 218    | 58     |

## Palmarès

### Club

#### Competizioni nazionali
- Campionato egiziano: 1

Al-Ahly: 2016-2017

### Individuale
- Scarpa d'oro del Mondiale Under-17: 1

2011